# Toby Keith
Pour les articles homonymes, voir Keith.
Toby Keith Covel, né le 8 juillet 1961 à Clinton (Oklahoma) et mort le 5 février 2024 à Moore dans le même État, est un compositeur, interprète et producteur américain de musique country. 
Il est l'auteur de dix-sept albums studio au cours de sa carrière. Un grand nombre de ses albums et singles ont atteint les meilleures places des classements américains de country (As good as I once was, I love this bar ou encore American soldier) et ont reçu des critiques élogieuses.

## Biographie
Toby Keith Covel naît le 8 juillet 1961 à Clinton, une petite ville sur l’ancienne route 66 dans l’Oklahoma. 
Il a souvent chanté avec Willie Nelson, Alan Jackson, entre autres. Très patriote, il joue souvent pour les troupes américaines déployées dans le monde et, dans chacun de ses clips, on trouve un drapeau américain, notamment dans American Soldier. Il joue plusieurs de ses morceaux à la cérémonie d'assermentation de la présidence de Donald Trump, en 2017, il s'était également produit lors d'événements organisés par le prédécesseur démocrate, Barack Obama.
Toby Keith a joué pour la première fois au cinéma dans le film Broken Bridges, puis on peut le voir dans Beer for my horses avec Willie Nelson. Il signe la bande originale de ces deux films. Il a également fait une publicité pour Ford Trucks. Le 26 octobre 2010, il est le Guest Host pour l'émission Raw à la WWE.
Il possédait un restaurant bar, I Love this Bar and Grill, avec une boutique de produits dérivés en son nom, et à thème western, à Las Vegas, à un étage du casino Harrah’s, de 2015 à 2021.
Toby Keith Covel meurt à Moore (Oklahoma) le 5 février 2024, à l’âge de 62 ans.

## Discographie
- 1993 : Toby Keith
- 1994 : Boomtown
- 1995 : Christmas to Christmas
- 1996 : Blue Moon'
- 1997 : Dream Walkin'
- 1998 : Greatest Hits, Vol. 1
- 1999 : How Do You Like Me Now?!
- 2001 : Pull My Chain
- 2002 : Unleashed
- 2003 : The Best of Toby Keith (20th Century Masters) The Millennium Collection
- 2003 : Shock'n Y'all
- 2004 : Greatest Hits, Vol. 2
- 2005 : Honkytonk University
- 2006 : White Trash with Money
- 2007 : Big Dog Daddy
- 2008 : That Don't Make Me A Bad Guy
- 2009 : American Ride
- 2010 : Bullets in the Gun
- 2011 : Clancy's Tavern
- 2012 : Hope on the Rocks
- 2013 : Drinks After Work
- 2015 : 35 MPH Town

## Filmographie
Toby Keith a joué pour la première fois au cinéma dans le film Broken Bridges, puis on peut le voir dans Beer for my horses avec Willie Nelson. Il signe la bande originale de ces deux films.
Il a également fait une publicité pour Ford Trucks.
Le 26 octobre 2010, il est le Guest Host pour l'émission Raw à la WWE.